# Вейсгаупт, Адам
А́дам Вейсга́упт (Вайсхаупт) (нем. Adam Weishaupt, 6 февраля 1748, Ингольштадт — 18 ноября 1830, Гота) — баварский философ и писатель, основатель Ордена иллюминатов, тайного общества, ставившего перед собой просветительские и республиканские цели, профессор естественного и канонического права в университете города Ингольштадт (Бавария). Известный противник философии Иммануила Канта.
1 мая 1776 года Вейсгаупт создал Орден баварских иллюминатов. Все члены этого общества должны были сменить свои имена на классические античные. Так, Вейсгаупт стал Спартаком, фон Цвак — Катоном, маркиз де Констанца — Диомедом, Массенгаузен — Аяксом, Гертель — Марием, барон фон Шрекенштайн — Магометом, барон Меггенхофен — Суллой и так далее. Аналогичным образом все географические названия были заменены на античные. Аналогичная метаморфоза затронула и названия месяцев: январь — димех, февраль — бенмех и так далее.
В 1777 году Адам Вейсгаупт в Мюнхене был посвящён в масонскую ложу «Теодор Доброго намерения».
По настоянию католического духовенства в (1784) году Баварский Курфюрст предпринял строгие меры против нового образования в виде Ордена иллюминатов, который вскоре был запрещён.
В 1785 г. Адам Вейсгаупт должен был оставить кафедру канонического права и переехать в город Регенсбург и затем в город Готу, где нашел покровительство герцога Эрнста II, сочувствующего его идеям.
До конца жизни занимался пропагандой своих взглядов.

## Семья
Вейсгаупт был женат на Анне Марии Заузенхофер (ум. 1846) с 1773 года. У них было семеро детей:
- Вильгельм Дамиан (1784—1802)
- Франц Эдуард (1786—1864)
- Карл Романус (1787—1853)
- Эрнст Фердинанд Готфрид (род. 1789-?)
- Нанетт (1790—1853)
- Шарлотта Мариан (1792—1867)
- Альфред Йозеф Генрих (1795—1872)